# Puinave (langue)
Le puinave (autonyme wãnsöhöt yedöhet, la langue des gens de l'arbre amer) est une langue amérindienne parlée dans l'Est de la Colombie, le long de la rivière Inírada et au Venezuela, le long de l'Orénoque par 4 000 Wãnsöhöt.

## Classification
La langue puinave est souvent classée comme un isolat. Cependant, pour Girón Higuita et Wetzels, elle est classée parmi les langues maku.

## Phonologie
Les tableaux présentent les phonèmes du puinave.

### Voyelles
|         | Antérieure  | Centrale    | Postérieure             |
| ------- | ----------- | ----------- | ----------------------- |
| Fermée  | i [i] ĩ [ĩ] |             | u [u] ɯ [ɯ]             |
| Moyenne | e [e]       |             | o [o] ɤ [ɤ] õ [õ] ɤ̃ [ɤ̃] |
| Ouverte |             | a [a] ã [ã] |                         |

### Consonnes
|            |            | Bilabiale | Dentale | Palatale | Vélaire | Glottale |
| ---------- | ---------- | --------- | ------- | -------- | ------- | -------- |
| Occlusives | Occlusives | p [p]     | t [t]   |          | k [k]   |          |
| Fricatives | Fricatives |           | s [s]   |          |         | h [h]    |
| Nasales    | Nasales    | m [m]     | n [n]   |          |         |          |

### Une langue tonale
Le puinave est une langue tonale. Deux sont des tons simples, haut et bas, les deux autres sont des tons combinés, haut-bas et bas-haut.
|  | Ton      |  | Exemple |  | Traduction |  | Ton      |  | Exemple |  | Traduction       |  |  |
|  | haut     |  | tõn     |  | mouche     |  | haut-bas |  | tõn     |  | poisson (espèce) |  |  |
|  | bas      |  | kõn     |  | chouette   |  | haut-bas |  | kõn     |  | arbre (espèce)   |  |  |
|  | bas      |  | sɯk     |  | sucer      |  | haut-bas |  | sɯk     |  | laver            |  |  |
|  | haut-bas |  | sɤk     |  | escargot   |  | bas-haut |  | sɤk     |  | scorpion         |  |  |